# Les Escaules
Les Escaules es una localidad española del municipio de Boadella i les Escaules, perteneciente a la provincia de Gerona, en la comunidad autónoma de Cataluña.

## Toponimia
El nombre del lugar puede encontrarse referido con las grafías Las Escaulas y Les Escaules.

## Geografía
El lugar se encuentra ubicado junto al curso del río Muga, que pasa muy próximo a la localidad.

## Historia
Hacia mediados del siglo XIX, el lugar, por entonces con ayuntamiento propio, tenía contabilizada una población de 159 habitantes. Aparece descrito en el séptimo volumen del Diccionario geográfico-estadístico-histórico de España y sus posesiones de Ultramar de Pascual Madoz de la siguiente manera:

ESCAULAS (las): l. con ayunt. en la prov. y dióc. de Gerona (6 leg.), part. jud. de Figueras (1 1/2), aud. terr., c. g. de Barcelona (19): sit. en un ameno valle sembrado de frondosos árboles y ricos huertos; á la libre influencia de los vientos del N. y O.; su clima no es de los mas frios, y las enfermedades comunes son fiebres inflamatorias ó intermitentes. Tiene 58 casas, una consistorial, en la que se halla la escuela de instruccion primaria, concurrida por 10 alumnos, que pagan al maestro una retribucion convencional, una igl. parr. (San Martin) servida por un cura de ingreso, otra muy ant. en la que no se celebra el culto divino desde que aquella se construyó, pero se conserva la nave del templo con capillas y coro; las ruinas de un cast. ant., entre las que existe solo la torre; 2 fuentes de buenas aguas para el surtido del vecindario, y varias en el térm., que confina N. Viure; E. Molins; S. Llers, y O. Boadella; su jurisd. comprende 5 casas reunidas que se hallan á medio cuarto de hora al O. de la pobl., y forman un vecindario (Veinat), que depende en un todo de esta. El terreno es de buena calidad en general; participa de monte y llano; corre por él de O. á E., y muy próximo al pueblo el r. Muga bastante caudaloso, y un riach. nombrado la Caula, que forma una hermosa cascada, precipitándose por una peña de 30 varas de elevacion perfectamente cortada: sus aguas dan impulso á las ruedas de 3 molinos harineros, al par que fertilizan este suelo. Los caminos locales son de herradura y uno de ruedas que conduce á la carretera general: todos se hallan en mal estado. El correo lo recogen los interesados en Figueras. prod.: trigo en abundancia, vino, aceite, legumbres, maiz, patatas y frutas; cria ganado de todas clases, con preferencia el lanar; caza de conejos, liebres y perdices, y pesca de barbos y anguilas. ind.: varios molinos de harina y un martinete. comercio: esportacion de frutos sobrantes á los mercados de Figueras. pobl.: 32 vec., 159 alm. cap. prod.: 859,200. imp.: 21,730.
(Madoz, 1847, p. 523)

En la actualidad pertenece al municipio de Boadella i les Escaules. En 2022, la entidad singular de población tenía empadronados 91 habitantes y el núcleo de población 79 habitantes.

## Patrimonio
En la localidad hay una iglesia bajo la advocación de San Martín. En el lugar se encuentran también las ruinas del castillo de las Escaulas.